# シアトルスルー
シアトルスルー (Seattle Slew) は、アメリカ合衆国の競走馬、および種牡馬である。1977年に史上初の無敗でのアメリカ三冠を達成した（三冠馬としては10頭目）。
名前の由来は共同馬主であるテイラー夫妻の出身地「シアトル」と、ヒル夫妻の出身地であるフロリダ州の湿地地帯「スルー」より。
無敗で三冠を達成し、達成後も優秀な成績を残したことから、アメリカ史上最強馬と21世紀に入っても評されている。

## 生涯

### 誕生
シアトルスルーは1974年2月15日、アメリカケンタッキー州の5、6頭の繁殖牝馬を繋養する小さな牧場で生まれた。父のボールドリーズニングは種付け料が非常に低く（日本円に換算すると約14万円）、シアトルスルーはその父の初年度産駒にあたる。ボールドリーズニングは3年間供用されたあと種付け中に牝馬に蹴られ、そのときの怪我がもとで死亡した。母のマイチャーマーはフェアグラウンドオークスなど6勝をあげたものの、血統的には地味な繁殖牝馬であった。
シアトルスルーは生まれつき右後脚が外向（外向きに曲がっていること）して見栄えが悪い馬であった。さらに体ばかりが大きくて、それにも増して顔が大きく、尻尾はポニーのように短いという容貌から、牧場でつけられたあだなは「醜いアヒルの子」であった。1975年夏、生産者のベン・キャッスルマンはキーンランド競馬場で行われたセリ市に出品したが、主催者による審査を通過した馬のみが上場される選抜セリ市への出品は認められず、一般セリ市へ出品された。ここで獣医師のジム・ヒル夫妻と材木商のミッキー・テイラー夫妻によって1万7500ドルで落札された。4人は協議の結果、ミッキー・テイラーの妻カレン・テイラーの名義でシアトルスルーを所有することにした。

## 競走生活

### 2歳（1976年）
シアトルスルーは1976年9月20日、ベルモントパーク競馬場でデビューした。デビュー戦を勝利すると翌10月5日の条件戦も勝利。同月20日にアメリカの2歳戦のなかでもっとも格が高いとされるG1シャンペンステークスに出走した。このレースでシアトルスルーはスタートから逃げてほかの馬を引き離し、2着馬に10馬身の着差をつけて優勝した。3戦3勝でこの年のシーズンを終えたシアトルスルーはエクリプス賞最優秀2歳馬に選ばれ、アメリカの2歳フリーハンデで首位（126ポンド）を獲得した。

### 3歳（1977年）
シアトルスルーは温暖なフロリダで冬を越し、翌1977年3月にレースに復帰した。初戦をハイアリアパーク競馬場ダート1400メートルのレコードタイムを記録して優勝するとフラミンゴステークス、ウッドメモリアルステークスとG1を連勝。デビュー以来無敗の6連勝でアメリカ三冠に駒を進めた。第1戦ケンタッキーダービーではスタートで頭をゲートにぶつけて出遅れたもののすぐに前方へ進出して先頭を奪い、そのまま逃げ切って優勝。第2戦プリークネスステークスではいったん2番手に控え、第3コーナーでコーモラントを振り切るとそのままゴールし優勝した。第3戦ベルモントステークスではスタート後すぐに先頭を奪い、そのまま逃げ切って優勝。史上10頭目のアメリカ三冠馬となった（無敗のままアメリカ三冠を制したのは史上初、2019年現在でも2頭しか達成していない。2頭目は41年後、2018年のジャスティファイ）。一般セリ市で購入された馬がアメリカ三冠を達成したのも史上初のことで、4人の馬主が手にした幸運はマスコミに大きく取り上げられた。
アメリカ三冠達成後、調教師のウイリアム・ターナー・ジュニアはシアトルスルーに休養を取らせるべきだと主張したが、馬主サイドの意向によりベルモントステークスから1か月も立たないうちに西部のハリウッドパーク競馬場で移送され、G1スワップスステークスに出走することになった。結果は勝ち馬から16馬身離された4着に終わり、デビュー以来の連勝は9で途絶えた。この敗戦によって調教師と馬主は激しく対立するようになり、馬主サイドは管理調教師をターナーから別の調教師に変更した。同じ時期、ジム・ヒル夫妻がシアトルスルーの権利の半分を保有していることを届け出ていなかったとして関係者およびシアトルスルーは1か月間の競馬関与停止処分に処せられた。これを受けて4人は「テイヒル厩舎」の名義でシアトルスルーを所有することにした。
転厩後シアトルスルーは原因不明の高熱に襲われ、一時命が危ぶまれるほどの状態に追い込まれた。回復には時間を要し、この年の出走はスワップスステークスが最後となった。アメリカ三冠の実績が評価され、シアトルスルーは1977年度のエクリプス賞年度代表馬、最優秀3歳牡馬に選出された。

### 4歳（1978年）
シアトルスルーが前年に発症した高熱から完全に立ち直ったのは1978年1月のことであった。
5月にアケダクト競馬場のレースに出走して優勝したあと3か月間休養を取り、8月から本格的にレースに復帰した。初戦を勝ち2戦目のG2パターソンハンデキャップで2着に敗れたあと、G1マルボロカップで1歳年下の三冠馬アファームドと対戦。三冠馬が同じレースで対戦するのはアメリカ競馬史上初のことであった。シアトルスルーにはアファームドより約1.8kg重い斤量が課せられたが、アファームドに3馬身の着差をつけて優勝した。
続いてG1ウッドワードステークスでヨーロッパから移籍したエクセラーと対戦し、4馬身の着差をつけベルモントパーク競馬場ダート2000メートルのコースレコードを記録して優勝した。ウッドワードステークスの2週間後、G1ジョッキークラブゴールドカップステークスでアファームド、エクセラーと再び対戦した。このレースでシアトルスルーは非常に速いペースで逃げたが、後半にペースを落とした隙に後方に待機していたエクセラーに並ばれ、接戦の末ハナ差で2着に敗れた。アファームドは5着に敗れた。
その後G3のスタイヴサントハンデキャップを勝ったのを最後に競走馬を引退した。この年のエクリプス賞では年度代表馬には選ばれなかった（選出されたのはアファームド）が、最優秀古馬のタイトルを獲得した。

### 競走馬引退後
競走馬引退後シアトルスルーはケンタッキー州のスペンドスリフト牧場で種牡馬となった（1986年からはスリーチムニーズファームで繋養）。引退前の1978年2月にシンジケートが組まれており、その総額は1200万ドル（1株30万ドル×40株）であった。種牡馬成績は良好で、1984年は北米リーディングサイアーを獲得した。2002年の種付けシーズン中に持病の悪化により種付けを中止して、ヒルンデール・ファームに移動して療養されたが、5月7日午前9時に28歳で死亡した。命日はかつてケンタッキーダービーを制した日と同じ日だった。現在もアメリカではシアトルスルーの子が後継種牡馬として活躍している。特にエーピーインディは現役時の活躍もさることながら種牡馬として大活躍。ミスタープロスペクター系とノーザンダンサー系が幅を利かせる中で異系血脈としてその血脈を大きく広げていった。ただしエーピーインディ系以外の子孫は活力に乏しい。

## 競走成績
| 出走日     | 競馬場             | 競走名               | 格 | 距離  | 着順 | 騎手          | 着差      | 1着（2着）馬        |
| ---------- | ------------------ | -------------------- | -- | ----- | ---- | ------------- | --------- | ------------------- |
| 1976.09.20 | ベルモントパーク   | 未勝利               |    | D6f   | 1着  | J.クリュゲ    | 5馬身     | (Proud Arion)       |
| 1976.10.05 | ベルモントパーク   | 一般競走             |    | D7f   | 1着  | J.クリュゲ    | 3 1/2馬身 | (Cruise on In)      |
| 1976.10.16 | ベルモントパーク   | シャンペンS          | G1 | D8f   | 1着  | J.クリュゲ    | 9 3/4馬身 | (For the Moment)    |
| 1977.03.09 | ハイアリアパーク   | 一般競走             |    | D7f   | 1着  | J.クリュゲ    | 9馬身     | (White Rammer)      |
| 1977.03.26 | ハイアリアパーク   | フラミンゴS          | G1 | D9f   | 1着  | J.クリュゲ    | 4馬身     | (GIboulee)          |
| 1977.04.23 | アケダクト         | ウッドメモリアルS    | G1 | D9f   | 1着  | J.クリュゲ    | 3 1/4馬身 | (Sanhedrin)         |
| 1977.05.07 | チャーチルダウンズ | ケンタッキーダービー | G1 | D10f  | 1着  | J.クリュゲ    | 1 3/4馬身 | (Run Dusty Run)     |
| 1977.05.21 | ピムリコ           | プリークネスS        | G1 | D9.5f | 1着  | J.クリュゲ    | 1 1/2馬身 | (Iron Constitution) |
| 1977.06.11 | ベルモントパーク   | ベルモントS          | G1 | D12f  | 1着  | J.クリュゲ    | 4馬身     | (Run Dusty Run)     |
| 1977.07.03 | ハリウッドパーク   | スワップスS          | G1 | D10f  | 4着  | J.クリュゲ    | 16馬身    | J.O.Tobin           |
| 1978.05.14 | アケダクト         | 一般競走             |    | D7f   | 1着  | J.クリュゲ    | 8 1/4馬身 | (Proud Arion)       |
| 1978.08.12 | サラトガ           | 一般競走             |    | D7f   | 1着  | J.クリュゲ    | 6馬身     | (Proud Birdie)      |
| 1978.09.05 | メドウランズ       | パターソンH          | G2 | D9f   | 2着  | J.クリュゲ    | クビ      | Dr.Patches          |
| 1978.09.16 | ベルモントパーク   | マールボロCH         | G1 | D9f   | 1着  | A.コルデロJr. | 3馬身     | （Affirmed）        |
| 1978.09.30 | ベルモントパーク   | ウッドワードS        | G1 | D10f  | 1着  | A.コルデロJr. | 4馬身     | (Exceller)          |
| 1978.10.14 | ベルモントパーク   | ジョッキークラブ金杯 | G1 | D12f  | 2着  | A.コルデロJr. | ハナ      | Exceller            |
| 1978.11.11 | アケダクト         | スタイヴェサントH    | G3 | D9f   | 1着  | A.コルデロJr. | 3 1/4馬身 | (Jumping Hill)      |

## 評価
- 1981年 - アメリカ競馬名誉の殿堂博物館に殿堂馬として選定される。
- 1999年 - 競馬雑誌ブラッド・ホースによる20世紀のアメリカ名馬100選で第9位に選ばれる。
- 2002年 - その時点で唯一生存中のアメリカ三冠馬であったシアトルスルーの訃報が、競馬ファンによる「NTRAモーメント・オブ・ザ・イヤー」に選ばれる。

## 父としてのおもな産駒
- A.P.Indy ：ブリーダーズカップ・クラシック、ベルモントステークスなど
- Swale ：ケンタッキーダービー、ベルモントステークスなど
- Slew o'Gold ：ジョッキークラブゴールドカップステークスなど
- Capote ：ブリーダーズカップ・ジュヴェナイルなど
- Vindication ：ブリーダーズカップ・ジュヴェナイル
- Flute ：ケンタッキーオークスなど
- タイキブリザード ：安田記念など
- ダンツシアトル ：宝塚記念など
- マチカネキンノホシ
- ヒシナタリー

## ブルードメアサイアーとしてのおもな産駒
- Lemon Drop Kid ：1999年ベルモントステークスなど
- Cigar ：1995年BCクラシック、1996年ドバイワールドカップなど
- Dangerous Midge（英語版） ：2010年BCターフ
- Bachelor Duke（英語版） ：2004年アイリッシュ2000ギニー
- Escena（英語版） ：1998年BCディスタフ
- ライラックスアンドレース : 2011年アッシュランドステークス
- アグネスワールド ：1999年アベイ・ド・ロンシャン賞、2000年ジュライカップなど
- カワカミプリンセス ：2006年優駿牝馬、秋華賞など
- シーキングザパール ：1997年NHKマイルカップなど
- ヒシアケボノ ：1995年スプリンターズステークス
- トーヨーシアトル ：1997年東京大賞典
- ネームヴァリュー ：2003年帝王賞

## 血統

### 血統表
| シアトルスルーの血統          | シアトルスルーの血統                                      | シアトルスルーの血統                                      | （血統表の出典）                                          | （血統表の出典） |
| 父系                          | ボールドルーラー系                                        | ボールドルーラー系                                        | ボールドルーラー系                                        | [ § 2 ]          |
| 父 Bold Reasoning 1968 黒鹿毛 | 父の父Boldnesian 1963 鹿毛                                | Bold Ruler                                                | Nasrullah                                                 | Nasrullah        |
| 父 Bold Reasoning 1968 黒鹿毛 | 父の父Boldnesian 1963 鹿毛                                | Bold Ruler                                                | Miss Disco                                                |                  |
| 父 Bold Reasoning 1968 黒鹿毛 | 父の父Boldnesian 1963 鹿毛                                | Alanesian                                                 | Polynesian                                                | Polynesian       |
| 父 Bold Reasoning 1968 黒鹿毛 | 父の父Boldnesian 1963 鹿毛                                | Alanesian                                                 | Alablue                                                   |                  |
| 父 Bold Reasoning 1968 黒鹿毛 | 父の母Reason to Earn 1963 鹿毛                            | Hail to Reason                                            | Turn-to                                                   | Turn-to          |
| 父 Bold Reasoning 1968 黒鹿毛 | 父の母Reason to Earn 1963 鹿毛                            | Hail to Reason                                            | Nothirdchance                                             |                  |
| 父 Bold Reasoning 1968 黒鹿毛 | 父の母Reason to Earn 1963 鹿毛                            | Sailing House                                             | Wait a Bit                                                | Wait a Bit       |
| 父 Bold Reasoning 1968 黒鹿毛 | 父の母Reason to Earn 1963 鹿毛                            | Sailing House                                             | Marching Home                                             |                  |
| 母 My Charmer 1969 鹿毛       | 母の父Poker 1963 鹿毛                                     | Round Table                                               | Princequillo                                              | Princequillo     |
| 母 My Charmer 1969 鹿毛       | 母の父Poker 1963 鹿毛                                     | Round Table                                               | Knight's Daughter                                         |                  |
| 母 My Charmer 1969 鹿毛       | 母の父Poker 1963 鹿毛                                     | Glamour                                                   | Nasrullah                                                 | Nasrullah        |
| 母 My Charmer 1969 鹿毛       | 母の父Poker 1963 鹿毛                                     | Glamour                                                   | Striking                                                  |                  |
| 母 My Charmer 1969 鹿毛       | 母の母Fair Charmer 1959 栗毛                              | Jet Action                                                | Jet Pilot                                                 | Jet Pilot        |
| 母 My Charmer 1969 鹿毛       | 母の母Fair Charmer 1959 栗毛                              | Jet Action                                                | Busher                                                    |                  |
| 母 My Charmer 1969 鹿毛       | 母の母Fair Charmer 1959 栗毛                              | Myrtle Charm                                              | Alsab                                                     | Alsab            |
| 母 My Charmer 1969 鹿毛       | 母の母Fair Charmer 1959 栗毛                              | Myrtle Charm                                              | Crepe Myrtle                                              |                  |
| 母系(F-No.)                   | (FN:F-No.13-c)                                            | (FN:F-No.13-c)                                            | (FN:F-No.13-c)                                            | [ § 3 ]          |
| 5代内の近親交配               | Nasrullah4×4=12.50%、Striking (Busher) 4×4=12.50%（母内） | Nasrullah4×4=12.50%、Striking (Busher) 4×4=12.50%（母内） | Nasrullah4×4=12.50%、Striking (Busher) 4×4=12.50%（母内） | [ § 4 ]          |
| 出典                          | 1. 2. 3. 4.                                               | 1. 2. 3. 4.                                               | 1. 2. 3. 4.                                               | 1. 2. 3. 4.      |

半弟にロモンド、シアトルダンサーがいる。